# شورية مميزة
شورية مميزة (الاسم العلمي:Shorea eximia) هي نوع غير مؤكد من النباتات تتبع جنس الشورية من فصيلة مجنحية الثمر.